# Stereodontopsis
Stereodontopsis là một chi rêu trong họ Hypnaceae.